# 横浜市立中田小学校
横浜市立中田小学校（よこはましりつ なかだしょうがっこう）は、神奈川県横浜市泉区中田南にある公立小学校。

## 沿革
- 1951年（昭和26年）10月1日 ‐ 横浜市立中田小学校開校[2]。
- 1968年（昭和43年）4月1日 ‐ 横浜市立東中田小学校分離独立[3]。
- 1979年（昭和54年）4月3日 ‐ 横浜市立伊勢山小学校分離独立[4]。

## アクセス
- 横浜市営地下鉄ブルーライン ‐ 中田駅から徒歩5分。
- 神奈川中央交通より中田下車、徒歩3分。